# Euselasiinae
Euselasiinae es una subfamilia de mariposas de la familia Riodinidae (superfamilia Papilionoidea), se compone de 3 tribus y 5 géneros.

## Sistemática y evolución
Euselasiinae es considerado como el clado hermano de la subfamilia Nemeobiinae. Ninguna de las especies de la subfamilia presentan órganos androconiales.

## Tribus
- Corrachiini
- Euselasiini
- Stygini

## Géneros
Tribu Corrachiini
- Corrachia

Tribu Euselasiini
- Euselasia
- Hades
- Methone

Tribu Stygini
- Styx